# Pingback
Il Pingback è un protocollo definito da Stuart Langridge e Ian Hickson per permettere a blogger ed autori del Web di ricevere una notifica quando un altro sito web inserisce un link verso uno dei propri documenti, per poi, in genere, elencarli alla fine del documento stesso.
La funzionalità di questo sistema è sostanzialmente uguale a quella dei Trackback, tant'è che Stuart Langridge, il 7 luglio 2005, esponendo la sua idea sui pingback, lo descrive come un sistema che funziona come i trackback, ma che richiede meno sforzo da parte dell'utente.
In sintesi il protocollo prevede che nella pubblicazione di un documento, il Software utilizzato a tale scopo individui tutti i link esterni (target URIs), verifichi che siano risorse abilitate al pingback (pingback-enabled resources) e, in caso affermativo, invii una chiamata XML-RPC al pingback server, notificando, rispettivamente, il link del documento appena pubblicato (il source URI) ed il target URI.
A sua volta, il pingback server dovrebbe eseguire una serie di verifiche (tra cui, per evitare pingback di spam, verificare che al source URI segnalato sia realmente presente un link verso il target URI) e rispondere, in caso di successo, con una stringa di testo o, in caso di errore, con un codice di errore XML-RPC.
Tutto questo dovrebbe avvenire in modo automatico e senza nessun intervento da parte degli autori.